# 大谷口 (板橋區)
大谷口（日语：／ Ōyaguchi */?）是東京都板橋區的町名。現行行政地名為大谷口一丁目及二丁目。
板橋區全域已實施住居表示。

## 地理
位於板橋區南部南端。北鄰大谷口上町，東接大山西町，南連豐島區千川，西通向原。町域中央的都道東側為大谷口一丁目，西側為大谷口二丁目。

### 地價
依據2014年（平成26年）1月1日的公告地價，大谷口2-24-15的住宅地價為37萬1000日圓/m2。

## 歷史
1559年（永祿2年）的《小田原眾所領役帳》是目前最早記載此地的文獻。《新編武藏風土記稿》中為上板橋村小名。1931年（昭和6年）設置大谷口配水塔，稱水道水塔（水道タンク）。1932年（昭和7年），為板橋區大谷口町。1957年起（昭和32年）陸續分出幸町、大山西町、大谷口北町、大谷口上町、彌生町，剩餘的大谷口町與向原町一部分合併成立大谷口一、二丁目。

### 地名由來
地名代表石神井川在這一帶的彎曲地形。

## 交通

### 鐵道
町內未設車站，可利用以下路線。
- 東京地下鐵
  - 副都心線、有樂町線：千川站（豐島區要町三丁目）、小竹向原站（練馬區小竹町二丁目）

### 巴士
- 國際興業巴士（日语：国際興業バス）　※省略出入庫的區間運行系統。
  - 板橋高校入口、大谷口二丁目、水道水塔前（水道タンク前）
    - 池05：往池袋站西口、往日大醫院

### 道路
- 東京都道420號鮫洲大山線（日语：東京都道420号鮫洲大山線）

## 設施
- 東京都水道局（日语：東京都水道局）大谷口給水所
- 東京都立板橋高等學校（日语：東京都立板橋高等学校）

## 備註
1. ↑  .   [2014-09-28]. （原始内容存档于2014-09-14）.
2. ↑  板橋区教育委員会『いたばしの地名』，1995年3月，P127。
3. ↑  .   [2014-09-28]. （原始内容存档于2014-10-06）.

## 外部連結
- 板橋區官方網站（页面存档备份，存于）